# Charlevanne
Charlevanne (en latin Carolivanae) est un ancien fief carolingien disparu qui tient son nom d'une vanne, c'est-à-dire un bief destiné à retenir et conserver des poissons, établi par Charles Martel sur la Seine, à Bougival.
C'était aussi un port fluvial, avec un hameau, un château royal, et un chemin public pavé, la chaussée de Charlevanne, qui longeait le fleuve depuis Rueil jusqu'au Mesnil, en passant alpicum, c'est-à-dire en hauteur, au niveau de l'actuelle terrasse de Saint-Germain-en-Laye, jusqu'à Maisons. Un chemin de traverse rejoignait par Saint-Léger la grande route de Normandie par Mantes, un autre montait à Saint-Germain et sa forêt qu'il traversait en ligne droite pour rejoindre Poissy.
Son territoire comportait, sur les coteaux bien exposés, des clos de vignobles qui donnaient un vin de qualité pour les celliers du roi à Poissy. 
Charlevanne comportait les droits de pêche sur le fleuve entre Rueil et Conflans qui était concédés aux moines de Saint-Denisqui avaient en plus le droit de pêcher (dans la vanne) une nuit par an.

## Localisation
Charlevanne se trouvait sur la rive droite de la Seine sur la grande route de Paris à Rouen, pour certains auteurs au niveau du chemin de Charlevanne, ou au niveau de la magna insula veteri logia, le grande île de la vieille loge à Bougival, pour Jean-Baptiste de La Curne de Sainte-Palaye cité par Jules Jacquin, deux anciennes cartes, l'une de 1598 par François de La Guillotière, l'autre de la même époque par Damien Templeux, le placent à mi-chemin entre Rueil et Louvecienne,. 
Il est donc probable que la "vanne", c'est-à-dire le bief permettant de retenir et de conserver les poissons dans le cours de la Seine, occupait l'emplacement de l'écluses de Bougival, entre l'île de la Loge et l'île de la Chaussée.

## Inféodations
En 817, Louis le Débonnaire donne Charlevanne à l'abbaye de Saint-Germain-des-Prés.
Par lettres datées d'août 1273 à Fontainebleau, Philippe le Hardi fait à l'abbaye de Saint Denis une donation considérable assise sur Charlevanne, avec en plus la haute et basse-justice qu'il y avoit sur les chemins, dans les maisons et sur tout le territoire, sauf celle que Pierre de Poissy, écuyer, tenait de lui. 
Philippe le Bel fit en 1294 une autre donation considérable de Charlevanne à Robert de Meudon, son panetier.

## Le château de Charlevanne
Le roi Robert le Pieux y possédait un lieu de séjour sur l'île, puisque son chroniqueur Helgaud, moine de Fleury, y rapporte dans Epitome Vitae Roberti regis qu'ayant été convoqué par le roi avec d'autres conseillers, ils se pressèrent en chemin mais que, arrivés sur le Seine au port dit Caroli Vena, ils trouvère la rivière en cru et qu'ils embarquèrent avec leurs chevaux sur une petite barque où le roi les vit en tel péril qu'il implorait Dieu sur l'autre rive.
Les Normands accostèrent à Charlevanne l'an 846 à la fin du Carême et remontèrent vers La Celle où ils s'apprêtaient à piller et brûler les églises, mais le roi Charles le Chauve vint avec une armée et ils se replièrent sur l'autre rive du côté de Chatou. 
Le roi Louis VI le Gros entreprit d'y construire un château pour empêcher de nouvelles incursions. Un faux acte se trouvant dans le cartulaire du prieuré de Saint-Germain, dit qu'il y renonça en 1122 à la demande d'un moine qui lui avaient fait valoir que le lieu leur avait été donné par Robert le Pieux.
De fait, le roi Robert n'avait doté l'église de Saint-Germain que des dîmes sur toutes les vignes de Charlevanne, ce qui était un revenu considérable, sans donner de terre.
Dans leur Histoire de la ville et du chateau de Saint-Germain-en-Laye., Abel Goujon et Charles Odiot qui ignorent la fausseté de l'acte, considèrent que le château qui a été construit par le roi Robert pour protéger la chaussée de Charlevanne des incursions sur la Seine, est celui de Saint-Germain-en-Laye, placé à proximité de la chaussée sur une hauteur surveillant le fleuve.
Charlevanne fut pillé en 1346 par les Anglais, sous les ordres du Prince Noir, après qu'ils eurent ravagé le prieuré de Saint-Germin-en-Laye.

## La léproserie
Il y existait en 1224 une léproserie destinée aux malades de quinze paroisses existantes à l'époque: Bougival, Louveciennes, La Celle, Marly, Rueil, Nanterre, Colombes, Gennevilliers, Courbevoie, Puteaux, Chatou, Montesson, Houilles, Croissy et Vaucresson.